# Foyesade Oluokun
(en) Statistiques sur pro-football-reference
Foyesade Oluokun, né le 2 août 1995 à Saint-Louis au Missouri, est un joueur professionnel américain de football américain. 
Il joue au poste de linebacker pour la franchise des Jaguars de Jacksonville dans la National Football League (NFL) depuis 2022.

## Biographie
Oluokun joue son football universitaire avec les Bulldogs de Yale en premier lieu comme cornerback puis comme linebacker.  
Lors de son draft, il fait face aux préjugés liés aux joueurs de la Ivy League qui sont considérés comme peu athlétique et peut développer. Il est tout de même drafté au 200e rang par les Falcons d'Atlanta. Cependant, son éthique de travail et sa détermination lui permet de se tailler une place comme l'un des meilleurs jeunes linebacker de la NFL. Dès sa deuxième année dans la ligue, il arrive au deuxième rang pour les forced fumbles. En 2021, il mène la ligue pour le nombre total de tackle avec 192.  
À la fin de son contrat d'entrée, il devient agent libre puis signe un contrat de trois ans d'une valeur de 45 millions de dollars américain avec les Jaguars de Jacksonville. 